# 别廖佐夫斯科耶农村居民点
别廖佐夫斯科耶农村居民点（俄语：Берёзовское сельское поселение）是俄罗斯联邦沃罗涅日州布图尔利诺夫卡区所属的一个农村居民点。其下辖有5个居民点，行政中心为泽列内。据2016年统计，该农村居民点的人口为1300人。